# Theresa Needham
Theresa McLaurin Needham (* 17. April 1912 in Meridian, Mississippi, USA; † 16. Oktober 1992 in Chicago, Illinois, USA) war eine US-amerikanische Clubbetreiberin, die als „Godmother of the Chicago Blues“ bekannt wurde. 2001 wurde sie postum in die Blues Hall of Fame aufgenommen.

## Biografie
Geboren als Theresa McLaurin in Meridian, Mississippi, wurde sie katholisch erzogen. Sie heiratete Robert Needham, mit dem sie einen Sohn hatte. Nach dem Zweiten Weltkrieg zog die Familie nach Chicago.
Im Dezember 1949 eröffnete Theresa Needham in einem Wohnhaus in der South Indiana Avenue auf der South Side von Chicago einen Kellerclub, „Theresa’s Lounge“ (manchmal auch „Theresa’s Tavern“ oder „T’s Basement“ genannt). Der Club zog ein überwiegend schwarzes Publikum aus der umliegenden Nachbarschaft an, aber seine Anziehungskraft erreichte aufgrund des gebotenen Musikniveaus globale Ausmaße. Er bot Live-Unterhaltung mit Junior Wells und Buddy Guy in der Hausband und zog Musiker wie Muddy Waters, Jimmy Rogers, Otis Spann, Little Walter, Otis Rush, Earl Hooker und Howlin’ Wolf an.
Der Club zog 1983 um, als der Vermieter sich weigerte, den Mietvertrag zu verlängern, und schloss 1986 endgültig. Theresa Needham starb 1992 in Chicago.
2001 wurde Needham in die Blues Hall of Fame aufgenommen. Im Jahr 2010 produzierte das Black Ensemble Theater in Chicago das Stück Nothing But The Blues, das auf Theresa’s Lounge basiert und von Joe Plummer geschrieben wurde.